# Текем
Текем — ім'я одного з давньоєгипетських богів. В Єгипетській книзі мертвих, глава XCIX (Глава про отримання човна в потойбічному царстві, з папірусу Ну, Британський музей) Текем згадується як «Великий Бог». «Я знаю Великого Бога, перед ніздрями якого ви кладете небесну їжу, і ім'я його — Текем …». Далі міститься цікавий пасаж про рух цього бога. Зазвичай боги повторюють рух сонця і рухаються від східного горизонту до західного. У цьому випадку мова йде про рух в потойбічному світі, царстві Дуата, оскільки текст продовжується такими словами: "… і коли він вирушає в дорогу від західного горизонту до східного, та стане його подорож моєю подорожжю і його просування вперед моїм просуванням ".